# Nakano Takeko
Nakano Takeko (中野 竹子, * 1847; † 10. Oktober 1868) war eine japanische Kämpferin („Onna-musha“) des Fürstentums Aizu, die während des Boshinkrieges kämpfte und starb. Nakano wurde in Edo, in der Hoshina-Matsudaira-Residenz des Aizu-Matsudaira Clans, als Tochter von Nakano Heinai geboren, eines Aizu-Beamten. Sie wurde in Kampf- und literarischen Künsten ausgebildet und von ihrem Lehrer Akaoka Daisuke adoptiert. Danach arbeitete sie in der Schule ihres Adoptivvaters als Lehrerin. 1868 traf sie erstmals in Aizu ein. Ein Vorbild für sie war Tomoe Gozen.
Während der Schlacht von Aizu kämpfte sie mit einer Naginata (einer japanischen Stangenwaffe) und war Anführerin einer Ad-hoc-Truppe von weiblichen Kämpferinnen, die unabhängig von den männlichen Aizu-Gefolgsleuten kämpften, da es ihnen nicht erlaubt war, als Teil der offiziellen Truppen zu kämpfen. Die Armee wurde im Nachhinein als Frauenarmee (娘子隊 Jōshitai) bezeichnet.
Während sie einen Angriff gegen die auf Seiten der kaisertreuen Satsuma-Chōshū-Restaurationsarmee kämpfenden Truppen des Fürstentums Ōgaki (aus Mino, heute Gifu) führte, erhielt sie einen tödlichen Brustschuss. Anstatt ihren Kopf den Feinden als Trophäe zu überlassen, bat sie ihre Schwester, den Kopf abzutrennen und ihn zu bestatten. Die Schwester brachte den Kopf in den Hōkai-Tempel (im heutigen Aizubange, Fukushima) und bestattete ihn unter einer Kiefer.

Denkmal

Es wurde für sie ein Denkmal im Hōkai-Tempel aufgestellt. Der japanische Admiral Dewa Shigetō war am Aufbau des Denkmals beteiligt.
Während des Aizu-Herbstfestivals wird von einer Gruppe junger Mädchen, die mit Hakama und Shiro-Stirnbändern bekleidet sind, eine Prozession veranstaltet und der Taten von Nakano und ihren Mitkämpferinnen gedacht.
Die Legende besagt, dass sie 172 Samurais getötet hat.

## Weblinks

Gedenktafel / Grabstein